# رفاعية
الرفاعية هي طريقة صوفية ينتشر أتباعها في العراق ومصر وسوريا وغرب آسيا. لهم راية باللون الأسود تميزهم عن باقي الطرق الصوفية. تنسب الطريقة الرفاعية إلى الإمام أحمد بن علي الرفاعي (512 هـ - 578 هـ) قال الذهبي:«وكان شافعيا تفقه قليلاً، على مذهب الشافعي رحمه الله.» وقال الحافظ ابن كثير: «ويقال إنه حفظ التنبيه في الفقه على مذهب الشافعي»

## آداب الطريقة الرفاعية

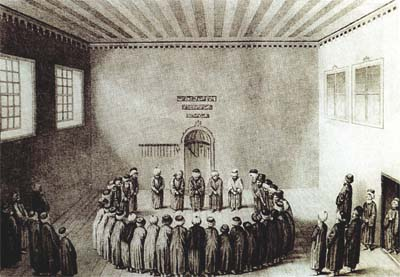

لكل طريقة صوفية آداب وهي مايتلقاها المريد من شيخه، أو عن شيوخه وذلك للإلتزام بالسلوك والتربية الخلقية وقوام الطريقة الصوفية منها:
- إلزام المريد بالسمع والطاعة تجاه شيخه
- الإخلاص في اتباع نهج مسلك العارفين
- الورع والتواضع وكثرة العبادة والحزن والبكاء
- قمع النفس بكثرة الصوم وقلة النوم
- الزهد وعدم الإكثار والجمع والإدخار من الدنيا فوق الحاجة
- الحلم وكظم الغيظ وحفظ العهود والوفاء بها
- الإلتجاء لله والعفة عما حرم الله
- اتباع النبي والتمسك بسنته

وكان الإمام الرفاعي يطبق هذه الآداب على نفسه، ذكر الشعراني أنه:« كان يمشي إلى المجذوبين والفقراء يغسل ثيابهم، ويحمل إليهم الطعام ويأكل معهم ويجاذبهم، ويسألهم الدعاء» وقد اشتهر عن بعض مشايخ وخلفاء الطريقة الرفاعية في العصر الحديث القيام بأفعال عجيبة كوضع النيران والثعابين بين أسنانهم وفي أفواههم، وركوب الأُسود، والدخول في النيران المشتعلة دون أن تحرقهم أو تؤثر فيهم مرددين «الله حي، الله حي»،والتشيش، ووضع السيوف فوق الرقاب وشيخ الطريقة يسير فوقها وهو يقرأ حزب الرفاعي، ويقال بأن هذه الأشياء لم تكن معروفة عند الشيخ الرفاعي، لكنها استُحدثت بعد وفاته، وإن كان الشيخ قد عُرف بحنانه الشديد على الإنسان والحيوان، وكان أشد ما يكون حبًا ورعايةً للحيوانات الضالة والمريضة

## عقيدة الرفاعية
يعتقد الرفاعية أن البركة تحصل بمجرد ذكر أسماء مشايخهم ولذلك أمروا أتباعهم عند ذكر أسمائهم أن يمسحوا بأيديهم على وجوههم، ويقول الرفاعية بأنه لو قدر أن يكون الرفاعي حيًا في زمن النبي ﷺ لنزلت فيه آيات تتلى، نقل ذلك الصيادي عن صدر الدين السبكي الذي رثى الرفاعي ببيتين من الشعر قال فيهما:
وقد جعل الرفاعية الفضيلة العظمى والشرف الأسمى لهم ببركة الرفاعي فإن الله قد أبرد لأتباعه النيران، وأزال لهم فاعلية السموم، وألان لهم الحديد، وأذل لهم السباع والحيات والأفاعي، وأخضع لهم طغاة الجن ويفسر شيوخ وأتباع الطريقة الرفاعية الأفعال العجيبة كالدخول في النار والطعن بالمدى أو السكاكين، بأن النفس قد مَلك عليها ذكر الله فتصبح في حالة غيبة تفارق فيها البدن، وتصعد إلى الملأ الأعلى، حيث تتصل ببارئها، ويصير البدن كأنه خال من الحياة.
ويفسر الرفاعي أحوال الكشف بأنها قوة جاذبية وهي عين البصيرة التي تنير العقل فيرى ماخفى واسترر عن الأبصار

## الشعائر الخاصة بالطريقة الرفاعية
كما هي كل الطرق الصوفية فإن الطريقة الرفاعية تختص بشعائر خاصة أهمها:
- الخلوة الأسبوعية السنوية: وتبدأ عندهم في اليوم الحادي عشر من المحرم كل عام، ومن شروطها أن لا يأكل المريد طعاماً أخذ من ذي روح، ويختص كل يوم بذكر خاص[7]

1. ذكر اليوم الأول:(لا إله إلا الله) ثلاثة عشر ألف مرة، وعلى رأس كل مائة يدعو:« اللَّهم، أغرس في قلبي شجرة لا إله إلا اللَّه، وأظهر على لساني ينابيع حكمة لا إله إلا اللَّه، واحفظني يا رب من كل شكٍّ وكفر ورياء، ومن مكر الماكرين، وحسد الحاسدين، وعداوة المعادين، ومن شر نفسي وشيطاني وهواي بعناية ووقاية حفظ لا إله إلا اللَّه»
2. ذكر اليوم الثاني: (الله) سبعة وعشرون ألف مرة، والدعاء:«اللهم اسقني من خمر المشاهدة، وأغرقني في بحر المراقبة، وفهمني دقائق المعرفة، وحقائق الحقيقة؛ لأكون منك خائفًا، وبك عارفًا»
3. ذكر اليوم الثالث: (وهاب) اثنين وثلاثين ألف مرة، ودعاؤه: «اللَّهم، ارزقني مواهبك الربانية موهبة أطلع ببركتها على مخفيات الرموز، ومعميات الكنوز؛ فتجلى عين بصيرتي بكحل موهبتك يا وهاب»
4. ذكر اليوم الرابع: (حي) خمسة وثلاثين ألف مرة، ودعاؤه: «اللَّهًم، أحيني حياة طيبة أذوق بها حياة الحب، وطعم شراب القرب؛ فأكون حيًّا، ولك وليًّا فأموت بك تقيًّا، وأحيا بك مرضيًّا، يا حي»
5. ذكر اليوم الخامس: (مجيد) ثمانية وثلاثين ألف مرة، ودعاؤه: «اللهم مجد قدري بحبك، وشرف مرتبتي بقربك حتَّى أكون بحبك ممجدًا، وبقربك مؤيدًا، وأطلع عليَّ دقائق المجد، ورقائق المدد والمجد، وألبس من تيجان المجد والسعد بفضل براهين مجدك، يا مجيد»
6. ذكر اليوم السادس: (معطي) أربعين ألف وثلاثمائة مرة، ودعاؤه: «اللَّهم، أعطني من فضلك عطاءً وفيًّا، أتقرب بسببه لأبواب محبتك، وأكون من أهل حضرتك، وأشاهد أسرارك القدسية؛ فأفوز بعطية جودك الوفية، يا معطي»
7. ذكر اليوم السابع: (قدوس) خمسة وأربعين ألف مرة، ودعاؤه: «اللَّهم، قدس سري وروحي بسر سرك، وبروح روحك، وأوصني لمنازل الأنس، واسقني من مشارب القدس، فيكون سري بك مقدسًا مطهرًا من كل عيب ودنس عرضي أو وهمي بثبوتي، أو خاطري ببركة قدسك يا قدوس»

- المحاضرة وربط الروح بأرواح من شاء استحضار روحه من كافر ومسلم[6]
- الاستفاضة وهي ربط قلب المريد بقلب الشيخ طلباً لإفاضة العلم الباطني إليه، ففي التربية الصوفية يطلب من المريد أن يستحضر روح شيخه عند الذكر ويتمثله أمامه ويطلب من شيخه أن يربط روحه بروح الرسول الذي يزعمون أنه يفيض العلوم والأسرار على قلوب شيوخ الصوفية.[6][8]

## الطريقة الرفاعية والتشيع
تلتقي الطريقة الرفاعية مع التشيع في أمور عدد منها عبد الرحمن بن عبد الخالق في كتابه الفكر الصوفي في ضوء الكتاب والسنة ما يلي:
- جعل أحمد الرفاعي في المنزلة بعد الأئمة الإثني عشرة مباشرة
- إسناد الطريقة الرفاعية عن الإمام الغائب مهدي الشيعة المنتظر
- تلتقي الطريقة الرفاعية أيضًا في شعار واحد مع التشيع وهو السواد، ولبس العمامة السوداء
- التوقيت السنوي للخلوة الأسبوعية في كل عام عند الرفاعية، يأتي بعد المشاعر الخاصة للشيعة حيث تبدأ في اليوم الثاني من عاشوراء[9]

## موقف أهل السنة والجماعة من الرفاعية
يخلص أهل السنة والجماعة أنه قد انتسب إلى الرفاعي أناس هو منهم براء فصارت الرفاعية فرقتين وقال شيخ الإسلام ابن تيمية:« إنهم -أي الرفاعية- وإن كانوا منتسبين إلى الإسلام وطريقة الفقر والسلوك، ويوجد في بعضهم التعبد والتأله والوجد والمحبة والزهد والفقر والتواضع ولين الجانب والملاطفة في المخاطبة والمعاشرة والكشف والتصرف، ونحو ذلك ما يوجد، فيوجد أيضاً في بعضهم من الشرك وغيره من أنوع الكفر ومن الغلو والبدع في الإسلام والإعراض عن كثير مما جاء به الرسول، والاستخفاف بشريعة الإسلام، والكذب والتلبيس وإظهار المخارق الباطلة، وأكل أموال الناس بالباطل، والصد عن سبيل الله ما يوجد»
ويأخذ أهل السنة والجماعة على الرفاعية غلوهم في الرفاعي وشيوخهم وإدعائهم
- تميز مادة خلق الرفاعى عن غيره
- أن الرفاعي خاتم الأولياء
- صك بتحريم النار على الرفاعي وعلى كل ما تمسه يده
- وجملة مبالغاتهم أيضاً مما ذكروه عن الرفاعي أنه:

1. كعبة القاصدين وقبلة أهل الحال، وقيل « كما أن الكعبة قبلة المصلين ، وكما أن العرش قبلة أصحاب الهمم ، فكذلك الشيــخ قبلة المريدين . فالعرش قبلة الهمم ، والكعبة قبلــة الجباه ، وأحمد قبلة القلوب»، وهم بذلك جعلوا للمسلم أكثر من قبلة
2. أنه غوث الثقلين أي الذي تستغيث به الجن والإنس، وإن النعجة تستغيث به إذا هاجمها الذئب وتقول بلسان فصيح: أدركني يا سيدي أحمـد
3. وأن الله صرّفه في الكون
4. وأنه: مجيب الداعين
5. وبه يدفع الله البلاء، وبه تمطر السماء، وبه يرحم الخلق، وبه تخضر الأرض، وبه يدر الضرع، وبه تنزل البركات، وبه ترفع الدرجات[11]

ويرى أتباع أهل السنة والجماعة أنه نتج عن ظهور طرق التصوف إلى عدد من الممارسات الخاطئة وأنها تنشر الخرافات، ولقد بدأ مع منتصف القرن الماضي الهجوم على هذه الطرق من قبل المدرسة السلفية باعتبارها بدعة دخيلة على الإسلام.

## وصلات خارجية
- موقع الطريقة الرفاعية
- موقع الشيخ يوسف الرفاعي
- مناظرة شيخ الإسلام ابن تيمية للبطائحية الرفاعية
- الطريقة الرفاعية موقع صيد الفوائد